# Gogo arcuatus
Gogo arcuatus es una especie de pez de la familia Anchariidae en el orden de los Siluriformes.

## Morfología
Los machos pueden llegar alcanzar los 18,1 cm de longitud total.
- Número de  vértebras: 43.[1]

## Hábitat
Es un pez de agua dulce y de clima tropical.

## Distribución geográfica
Se encuentra en Madagascar.